# Liste der Unabhängigkeitsdaten von Staaten
Die folgende Liste enthält die Unabhängigkeitsdaten souveräner Staaten der Erde, die ihre Unabhängigkeit von anderen übergeordneten staatlichen Gebilden erlangt haben. Die Daten beziehen sich auf die zeitlich letzte Unabhängigkeits- oder Souveränitätserklärung. Bei mehreren aufeinander folgenden Daten sind häufig Proklamation und faktische Anerkennung zu unterscheiden, beziehungsweise verschiedene Stufen der Autonomie. Die Bezeichnung hinter den Unabhängigkeitsdaten bezieht sich auf jenes Staatsgebilde, der das Gebiet vorher verwaltete oder zu dem das Gebiet davor administrativ gehörte.

## Liste
| Staat                              | Datum | Unabhängigkeit von | Artikel                                 |
| ---------------------------------- | --- | --- | --------------------------------------- |
| Afghanistan                        | 19. Aug. 1919                                                                                                  | Vereinigtes Königreich Großbritannien und Irland                                                                                         |                                         |
| Ägypten                            | 28. Feb. 1922                                                                                                  | Vereinigtes Königreich Großbritannien und Irland (Protektorat)                                                                           |                                         |
| Albanien                           | 28. Nov. 1912                                                                                                  | Osmanisches Reich | Unabhängigkeitstag (Albanien)           |
| Algerien                           | 5. Juli 1962                                                                                                   | Frankreich |                                         |
| Angola                             | 11. Nov. 1975                                                                                                  | Portugal |                                         |
| Antigua und Barbuda                | 1. Nov. 1981                                                                                                   | Vereinigtes Königreich Großbritannien und Nordirland                                                                                     |                                         |
| Äquatorialguinea                   | 12. Okt. 1968                                                                                                  | Spanien |                                         |
| Argentinien                        | 25. Mai 1810 (Erklärung) 9. Juli 1816 (Anerkennung)                                                            | Spanien |                                         |
| Armenien                           | 21. Sep. 1991                                                                                                  | Sowjetunion |                                         |
| Aserbaidschan                      | 18. Okt. 1991                                                                                                  | Sowjetunion |                                         |
| Australien                         | 1. Jan. 1901 11. Dez. 1931                                                                                     | Vereinigtes Königreich Großbritannien und Irland                                                                                         |                                         |
| Bahamas                            | 10. Juli 1973                                                                                                  | Vereinigtes Königreich Großbritannien und Nordirland                                                                                     |                                         |
| Bahrain                            | 15. Aug. 1971                                                                                                  | Vereinigtes Königreich Großbritannien und Nordirland (Protektorat)                                                                       |                                         |
| Bangladesch                        | 26. März 1971                                                                                                  | Pakistan | Unabhängigkeitstag (Bangladesch)        |
| Barbados                           | 30. Nov. 1966                                                                                                  | Vereinigtes Königreich Großbritannien und Nordirland                                                                                     |                                         |
| Belarus                            | 27. Juli 1990 25. Aug. 1991                                                                                    | Sowjetunion |                                         |
| Belgien                            | 4. Okt. 1830                                                                                                   | Königreich der Vereinigten Niederlande                                                                                                   |                                         |
| Belize                             | 21. Sep. 1981                                                                                                  | Vereinigtes Königreich Großbritannien und Nordirland                                                                                     |                                         |
| Benin                              | 1. Aug. 1960                                                                                                   | Frankreich |                                         |
| Bhutan                             | 1907 (Erbmonarchie) 1910 (Anerkennung Vertrag von Sinchula)                                                    | Vereinigtes Königreich Großbritannien und Irland (Protektorat)                                                                           |                                         |
| Bolivien                           | 6. Aug. 1825                                                                                                   | Spanien |                                         |
| Bosnien und Herzegowina            | 15. Okt. 1991 1. März 1992                                                                                     | Jugoslawien |                                         |
| Botswana                           | 30. Sep. 1966                                                                                                  | Vereinigtes Königreich Großbritannien und Nordirland (Protektorat)                                                                       |                                         |
| Brasilien                          | 7. Sep. 1822                                                                                                   | Portugal |                                         |
| Brunei                             | 1. Jan. 1984                                                                                                   | Vereinigtes Königreich Großbritannien und Nordirland (Protektorat)                                                                       |                                         |
| Bulgarien                          | 22. Sep. 1908                                                                                                  | Osmanisches Reich | Unabhängigkeitstag (Bulgarien)          |
| Burkina Faso                       | 5. Aug. 1960                                                                                                   | Frankreich |                                         |
| Burundi                            | 1. Juli 1962                                                                                                   | Belgien (Treuhandgebiet) |                                         |
| Chile                              | 12. Feb. 1818                                                                                                  | Spanien |                                         |
| Costa Rica                         | 15. Sep. 1821 14. Nov. 1838                                                                                    | Spanien Zentralamerikanische Konföderation                                                                                               |                                         |
| Dominica                           | 3. Nov. 1978                                                                                                   | Vereinigtes Königreich Großbritannien und Nordirland                                                                                     |                                         |
| Dominikanische Republik            | 16. Aug. 1865                                                                                                  | Spanien |                                         |
| Dschibuti                          | 27. Juni 1977                                                                                                  | Frankreich |                                         |
| Ecuador                            | 10. Aug. 1809 13. Mai 1830                                                                                     | Spanien Großkolumbien |                                         |
| Elfenbeinküste                     | 7. Aug. 1960                                                                                                   | Frankreich |                                         |
| El Salvador                        | 15. Sep. 1821 13. April 1839                                                                                   | Spanien |                                         |
| Eritrea                            | 24. Mai 1993                                                                                                   | Äthiopien |                                         |
| Estland                            | 20. Aug. 1991                                                                                                  | Sowjetunion |                                         |
| Fidschi                            | 10. Okt. 1970                                                                                                  | Vereinigtes Königreich Großbritannien und Nordirland                                                                                     |                                         |
| Finnland                           | 6. Dez. 1917                                                                                                   | Russland | Unabhängigkeitstag (Finnland)           |
| Gabun                              | 17. Aug. 1960                                                                                                  | Frankreich |                                         |
| Gambia                             | 18. Feb. 1965                                                                                                  | Vereinigtes Königreich Großbritannien und Nordirland                                                                                     |                                         |
| Georgien                           | 9. Apr. 1991                                                                                                   | Sowjetunion |                                         |
| Ghana                              | 6. März 1957                                                                                                   | Vereinigtes Königreich Großbritannien und Nordirland (z. T. Treuhandgebiet)                                                              |                                         |
| Grenada                            | 7. Feb. 1974                                                                                                   | Vereinigtes Königreich Großbritannien und Nordirland                                                                                     |                                         |
| Griechenland                       | 13. Jan. 1822 3. Februar 1830                                                                                  | Osmanisches Reich |                                         |
| Guatemala                          | 15. Sep. 1821 13. April 1839                                                                                   | Spanien Zentralamerikanische Konföderation                                                                                               |                                         |
| Guinea                             | 2. Okt. 1958                                                                                                   | Frankreich |                                         |
| Guinea-Bissau                      | 24. Sep. 1973 10. Sep. 1974                                                                                    | Portugal |                                         |
| Guyana                             | 26. Mai 1966                                                                                                   | Vereinigtes Königreich Großbritannien und Nordirland                                                                                     |                                         |
| Haiti                              | 1. Jan. 1804                                                                                                   | Frankreich |                                         |
| Honduras                           | 15. Sep. 1821 26. Okt. 1838                                                                                    | Spanien Zentralamerikanische Konföderation                                                                                               |                                         |
| Indien                             | 15. Aug. 1947                                                                                                  | Vereinigtes Königreich Großbritannien und Nordirland                                                                                     | Unabhängigkeitstag (Indien)             |
| Indonesien                         | 17. Aug. 1945 27. Dez. 1949                                                                                    | Niederlande |                                         |
| Irak                               | 3. Okt. 1932                                                                                                   | Vereinigtes Königreich Großbritannien und Nordirland (Mandatsgebiet)                                                                     |                                         |
| Irland                             | 6. Dez. 1921 18. April 1949                                                                                    | Vereinigtes Königreich Großbritannien und Irland                                                                                         |                                         |
| Island                             | 1. Dez. 1918 17. Juni 1944                                                                                     | Dänemark |                                         |
| Israel                             | 14. Mai 1948                                                                                                   | Vereinigtes Königreich Großbritannien und Nordirland (Mandatsgebiet)                                                                     | Jom haAtzma’ut                          |
| Italien                            | 17. März 1861                                                                                                  | Kirchenstaat und Österreich-Ungarn, und Vereinigung mit Sardinien und Sizilien                                                           |                                         |
| Jamaika                            | 6. Aug. 1962                                                                                                   | Vereinigtes Königreich Großbritannien und Nordirland                                                                                     |                                         |
| Jemen                              | 30. Okt. 1918: Nordjemen 30. Nov. 1967: Südjemen                                                               | Osmanisches Reich Vereinigtes Königreich Großbritannien und Nordirland (Protektorat)                                                     |                                         |
| Jordanien                          | 25. Mai 1946                                                                                                   | Vereinigtes Königreich Großbritannien und Nordirland (Mandatsgebiet)                                                                     |                                         |
| Kambodscha                         | 9. Nov. 1953                                                                                                   | Frankreich |                                         |
| Kamerun                            | 1. Jan. 1960: Ostkamerun 1. Okt. 1961: Südkamerun                                                              | Frankreich (Treuhandgebiet) Vereinigtes Königreich Großbritannien und Nordirland (Treuhandgebiet)                                        |                                         |
| Kanada                             | 1. Juli 1867 11. Dez. 1931                                                                                     | Vereinigtes Königreich Großbritannien und Irland                                                                                         |                                         |
| Kap Verde                          | 5. Juli 1975                                                                                                   | Portugal |                                         |
| Kasachstan                         | 5. Okt. 1990 16. Dez. 1991                                                                                     | Sowjetunion |                                         |
| Katar                              | 3. Sep. 1971                                                                                                   | Vereinigtes Königreich Großbritannien und Nordirland (Protektorat)                                                                       |                                         |
| Kenia                              | 12. Dez. 1963                                                                                                  | Vereinigtes Königreich Großbritannien und Nordirland                                                                                     |                                         |
| Kirgisistan                        | 15. Dez. 1990 31. Aug. 1991                                                                                    | Sowjetunion |                                         |
| Kiribati                           | 12. Juli 1979                                                                                                  | Vereinigtes Königreich Großbritannien und Nordirland                                                                                     |                                         |
| Kolumbien                          | 20. Juli 1810 7. Aug. 1819                                                                                     | Spanien |                                         |
| Komoren                            | 6. Juli 1975                                                                                                   | Frankreich |                                         |
| Demokratische Republik Kongo       | 30. Juni 1960                                                                                                  | Belgien |                                         |
| Republik Kongo                     | 15. Aug. 1960 (Brazzaville)                                                                                    | Frankreich |                                         |
| Kosovo                             | 17. Feb. 2008 (Souveränitätserklärung)                                                                         | Serbien |                                         |
| Kroatien                           | 8. Okt. 1991 (Erklärung) 22. Mai 1992 (Anerkennung)                                                            | Jugoslawien | Unabhängigkeitstag (Kroatien)           |
| Kuba                               | 20. Mai 1902                                                                                                   | Spanien |                                         |
| Kuwait                             | 19. Juli 1961                                                                                                  | Vereinigtes Königreich Großbritannien und Nordirland (Protektorat)                                                                       |                                         |
| Laos                               | 9. Nov. 1953 21. Juli 1954                                                                                     | Frankreich |                                         |
| Lesotho                            | 4. Okt. 1966                                                                                                   | Vereinigtes Königreich Großbritannien und Nordirland                                                                                     |                                         |
| Lettland                           | 28. Juli 1989 (Souveränitätserklärung) 4. Mai 1990 21. Aug. 1991                                               | Sowjetunion |                                         |
| Libanon                            | 26. Nov. 1941                                                                                                  | Frankreich (Mandatsgebiet) |                                         |
| Liberia                            | 26. Juli 1847                                                                                                  | Vereinigte Staaten |                                         |
| Libyen                             | 24. Dez. 1951                                                                                                  | Italien |                                         |
| Liechtenstein                      | 12. Juli 1806                                                                                                  | Heiliges Römisches Reich Deutscher Nation                                                                                                |                                         |
| Litauen                            | 11. März 1990 29. Juli 1991                                                                                    | Sowjetunion |                                         |
| Luxemburg                          | 9. Juni 1815 11. Mai 1867 13. Nov. 1890                                                                        | Deutscher Bund Niederlande |                                         |
| Madagaskar                         | 26. Juni 1960                                                                                                  | Frankreich |                                         |
| Malawi                             | 6. Juli 1964                                                                                                   | Vereinigtes Königreich Großbritannien und Nordirland (Protektorat)                                                                       |                                         |
| Malaysia                           | 31. Aug. 1957                                                                                                  | Vereinigtes Königreich Großbritannien und Nordirland (Protektorat)                                                                       |                                         |
| Malediven                          | 26. Juli 1965                                                                                                  | Vereinigtes Königreich Großbritannien und Nordirland (Protektorat)                                                                       |                                         |
| Mali                               | 22. Sep. 1960                                                                                                  | Frankreich |                                         |
| Malta                              | 21. Sep. 1964                                                                                                  | Vereinigtes Königreich Großbritannien und Nordirland                                                                                     |                                         |
| Marokko                            | 2. März 1956                                                                                                   | Frankreich und Spanien (Protektorat) |                                         |
| Marshallinseln                     | 21. Okt. 1986 22. Dez. 1990                                                                                    | Vereinigte Staaten (Treuhandgebiet) |                                         |
| Mauretanien                        | 28. Nov. 1960                                                                                                  | Frankreich |                                         |
| Mauritius                          | 12. März 1968                                                                                                  | Vereinigtes Königreich Großbritannien und Nordirland                                                                                     |                                         |
| Mexiko                             | 16. Sep. 1810                                                                                                  | Spanien |                                         |
| Föderierte Staaten von Mikronesien | 3. Nov. 1986 22. Dez. 1990                                                                                     | Vereinigte Staaten (Treuhandgebiet) |                                         |
| Moldau                             | 23. Juni 1990 27. Aug. 1991                                                                                    | Sowjetunion |                                         |
| Mongolei                           | 29. Dez. 1911                                                                                                  | Qing-China |                                         |
| Montenegro                         | 3. Juni 2006                                                                                                   | Serbien und Montenegro |                                         |
| Mosambik                           | 25. Juni 1975                                                                                                  | Portugal |                                         |
| Myanmar                            | 4. Jan. 1948                                                                                                   | Vereinigtes Königreich Großbritannien und Nordirland                                                                                     |                                         |
| Namibia                            | 21. März 1990                                                                                                  | Südafrika (bis 1966 Treuhandgebiet, danach illegal besetzt)                                                                              | Unabhängigkeitstag (Namibia)            |
| Nauru                              | 31. Jan. 1968                                                                                                  | Australien, Neuseeland und Vereinigtes Königreich Großbritannien und Nordirland (Treuhandgebiet)                                         |                                         |
| Neuseeland                         | 26. Sep. 1907 11. Dez. 1931                                                                                    | Vereinigtes Königreich Großbritannien und Irland                                                                                         |                                         |
| Nicaragua                          | 15. Sep. 1821 30. April 1838                                                                                   | Spanien Zentralamerikanische Föderation                                                                                                  |                                         |
| Niederlande                        | 24. Okt. 1648 (Anerkennung) Proklamation am 2. Juli 1581                                                       | Heiliges Römisches Reich Deutscher Nation                                                                                                | Friede von Münster                      |
| Niger                              | 3. Aug. 1960                                                                                                   | Frankreich |                                         |
| Nigeria                            | 1. Okt. 1960                                                                                                   | Vereinigtes Königreich Großbritannien und Nordirland                                                                                     |                                         |
| Nordkorea                          | 15. Aug. 1945                                                                                                  | Japan |                                         |
| Nordmazedonien                     | 25. Jan. 1991 8. Sep. 1991                                                                                     | Jugoslawien |                                         |
| Norwegen                           | 27. Okt. 1905                                                                                                  | Schweden |                                         |
| Oman                               | Mitte 17. Jh.                                                                                                  | Portugal |                                         |
| Osttimor                           | 20. Mai 2002                                                                                                   | Übergangsverwaltung der Vereinten Nationen für Osttimor                                                                                  | Unabhängigkeitstag (Osttimor)           |
| Pakistan                           | 14. Aug. 1947                                                                                                  | Vereinigtes Königreich Großbritannien und Nordirland                                                                                     |                                         |
| Palau                              | 1. Okt. 1994                                                                                                   | Vereinigte Staaten (Treuhandgebiet) |                                         |
| Panama                             | 28. Nov. 1821 3. Nov. 1903                                                                                     | Spanien Großkolumbien |                                         |
| Papua-Neuguinea                    | 16. Sep. 1975                                                                                                  | Australien (z. T. Treuhandgebiet) |                                         |
| Paraguay                           | 14. Mai 1811                                                                                                   | Spanien |                                         |
| Peru                               | 28. Juli 1821                                                                                                  | Spanien |                                         |
| Philippinen                        | 4. Juli 1946                                                                                                   | Vereinigte Staaten |                                         |
| Polen                              | 7. Okt. 1918 11. Nov. 1918                                                                                     | Deutsches Reich Österreich-Ungarn Russland                                                                                               | Unabhängigkeitstag (Polen)              |
| Portugal                           | 1. Dez. 1640                                                                                                   | Spanien | Dia da Restauração da Independência     |
| Ruanda                             | 1. Juli 1962                                                                                                   | Belgien (Treuhandgebiet) |                                         |
| Rumänien                           | 13. Juli 1878                                                                                                  | Osmanisches Reich |                                         |
| Salomonen                          | 7. Juli 1978                                                                                                   | Vereinigtes Königreich Großbritannien und Nordirland (Protektorat)                                                                       |                                         |
| Sambia                             | 24. Okt. 1964                                                                                                  | Vereinigtes Königreich Großbritannien und Nordirland (Protektorat)                                                                       |                                         |
| Samoa                              | 1. Jan. 1962                                                                                                   | Neuseeland (Treuhandgebiet) |                                         |
| San Marino                         | 366 | Römisches Reich |                                         |
| São Tomé und Príncipe              | 12. Juli 1975                                                                                                  | Portugal |                                         |
| Saudi-Arabien                      | ab 1902; 23. Sep. 1932 (Staatsgr.)                                                                             | Osmanisches Reich |                                         |
| Schweiz                            | 24. Okt. 1648 (Anerkennung) Aufhebung von Steuern und Gerichtsbarkeit am 22. September 1499 (Frieden zu Basel) | Heiliges Römisches Reich Deutscher Nation                                                                                                | Westfälischer Frieden                   |
| Senegal                            | 4. Apr. 1960 20. Aug. 1960                                                                                     | Frankreich |                                         |
| Serbien                            | 13. Juli 1878 5. Juni 2006                                                                                     | Osmanisches Reich Serbien und Montenegro                                                                                                 | Berliner Kongress                       |
| Seychellen                         | 29. Juni 1976                                                                                                  | Vereinigtes Königreich Großbritannien und Nordirland                                                                                     |                                         |
| Sierra Leone                       | 27. Apr. 1961                                                                                                  | Vereinigtes Königreich Großbritannien und Nordirland                                                                                     |                                         |
| Simbabwe                           | 18. Apr. 1980                                                                                                  | Vereinigtes Königreich Großbritannien und Nordirland                                                                                     |                                         |
| Singapur                           | 9. Aug. 1965                                                                                                   | Vereinigtes Königreich Großbritannien und Nordirland                                                                                     |                                         |
| Slowakei                           | 28. Okt. 1918 1. Januar 1993                                                                                   | Österreich-Ungarn Tschechoslowakei |                                         |
| Slowenien                          | 25. Juni 1991 8. Okt. 1991                                                                                     | Jugoslawien |                                         |
| Somalia                            | 26. Juni 1960: Britisch-Somaliland 1. Juli 1960: Italienisch-Somaliland                                        | Vereinigtes Königreich Großbritannien und Nordirland (Protektorat) Italien (Treuhandgebiet)                                              |                                         |
| Sri Lanka                          | 4. Feb. 1948                                                                                                   | Vereinigtes Königreich Großbritannien und Nordirland                                                                                     |                                         |
| St. Kitts und Nevis                | 19. Sep. 1983                                                                                                  | Vereinigtes Königreich Großbritannien und Nordirland                                                                                     |                                         |
| St. Lucia                          | 22. Feb. 1979                                                                                                  | Vereinigtes Königreich Großbritannien und Nordirland                                                                                     |                                         |
| St. Vincent und die Grenadinen     | 27. Okt. 1979                                                                                                  | Vereinigtes Königreich Großbritannien und Nordirland                                                                                     |                                         |
| Südafrika                          | 31. Mai 1910 11. Dez. 1931                                                                                     | Vereinigtes Königreich Großbritannien und Nordirland                                                                                     |                                         |
| Sudan                              | 1. Jan. 1956                                                                                                   | Vereinigtes Königreich Großbritannien und Nordirland und Ägypten                                                                         |                                         |
| Südkorea                           | 15. Aug. 1945                                                                                                  | Japan |                                         |
| Südsudan                           | 9. Juli 2011                                                                                                   | Sudan |                                         |
| Suriname                           | 25. Nov. 1975                                                                                                  | Niederlande |                                         |
| Swasiland                          | 6. Sep. 1968                                                                                                   | Vereinigtes Königreich Großbritannien und Nordirland (Protektorat)                                                                       |                                         |
| Syrien                             | 28. Sep. 1941 17. April 1946                                                                                   | Frankreich (Mandatsgebiet) |                                         |
| Tadschikistan                      | 24. Aug. 1990 9. Sep. 1991                                                                                     | Sowjetunion |                                         |
| Tansania                           | 9. Dez. 1961: Tanganjika 24. Juni 1963: Sansibar                                                               | Vereinigtes Königreich Großbritannien und Nordirland (Treuhandgebiet) Vereinigtes Königreich Großbritannien und Nordirland (Protektorat) |                                         |
| Togo                               | 27. Apr. 1960                                                                                                  | Frankreich (Treuhandgebiet) |                                         |
| Tonga                              | 4. Juni 1970                                                                                                   | Vereinigtes Königreich Großbritannien und Nordirland (Protektorat)                                                                       |                                         |
| Trinidad und Tobago                | 31. Aug. 1962                                                                                                  | Vereinigtes Königreich Großbritannien und Nordirland                                                                                     |                                         |
| Tschad                             | 11. Aug. 1960                                                                                                  | Frankreich |                                         |
| Tschechien                         | 28. Okt. 1918 1. Januar 1993                                                                                   | Österreich-Ungarn (Rechtsnachfolge) Tschechoslowakei                                                                                     |                                         |
| Tunesien                           | 20. März 1956                                                                                                  | Frankreich (Protektorat) |                                         |
| Türkische Republik Nordzypern      | 15. Nov. 1983                                                                                                  | Republik Zypern |                                         |
| Turkmenistan                       | 22. Aug. 1990 27. Okt. 1991                                                                                    | Sowjetunion |                                         |
| Tuvalu                             | 1. Okt. 1978                                                                                                   | Vereinigtes Königreich Großbritannien und Nordirland (Protektorat)                                                                       |                                         |
| Uganda                             | 9. Okt. 1962                                                                                                   | Vereinigtes Königreich Großbritannien und Nordirland (Protektorat)                                                                       |                                         |
| Ukraine                            | 16. Juli 1990 24. Aug. 1991                                                                                    | Sowjetunion | Unabhängigkeitstag der Ukraine          |
| Ungarn                             | 16. Nov. 1918                                                                                                  | Österreich-Ungarn (Rechtsnachfolger) |                                         |
| Uruguay                            | 25. Aug. 1825                                                                                                  | Brasilien |                                         |
| Usbekistan                         | 1. Sep. 1991                                                                                                   | Sowjetunion |                                         |
| Vanuatu                            | 30. Juli 1980                                                                                                  | Vereinigtes Königreich Großbritannien und Nordirland und Frankreich                                                                      |                                         |
| Vatikanstadt                       | 11. Feb. 1929 (Lateranverträge)                                                                                | Italien |                                         |
| Venezuela                          | 5. Juli 1811 24. Juni 1821 6. Mai 1830                                                                         | Spanien Großkolumbien |                                         |
| Vereinigte Arabische Emirate       | 2. Dez. 1971                                                                                                   | Vereinigtes Königreich Großbritannien und Nordirland (Protektorat)                                                                       |                                         |
| Vereinigte Staaten                 | 4. Juli 1776                                                                                                   | Großbritannien | Unabhängigkeitstag (Vereinigte Staaten) |
| Vietnam                            | 2. Sep. 1945 4. Juni 1954                                                                                      | Frankreich |                                         |
| Westsahara                         | 27. Feb. 1976                                                                                                  | Spanien (von Marokko annektiert) |                                         |
| Zentralafrikanische Republik       | 13. Aug. 1960                                                                                                  | Frankreich |                                         |
| Zypern (Republik)                  | 16. Aug. 1960                                                                                                  | Vereinigtes Königreich Großbritannien und Nordirland                                                                                     |                                         |